# Edicions Proa
Edicions Proa és una editorial catalana que va néixer a Badalona, l'any 1928, de la mà de Josep Queralt i de Marcel·lí Antic, a suggeriment de Pompeu Fabra i sota la direcció literària de l'escriptor Joan Puig i Ferreter. El seu editor actual és Josep Lluch.
El gener del 1939, quan la Guerra d'Espanya s'havia perdut per a la República i les tropes franquistes estaven a punt d'entrar a Barcelona, Edicions Proa passà a l'exili i entrà en una precària roda de resistència plena de dificultats. Tot i això, i establerta a Perpinyà, aconseguí anar publicant fins a depassar el número 100 de la col·lecció més emblemàtica del seu segell, Biblioteca A tot vent.
L'any 1983, Edicions Proa va ser adquirida per Enciclopèdia Catalana i, dins del conjunt d'empreses editorials que conformen el grup i d'acord amb la seva essència històrica, assumí l'objectiu de la publicació d'obres literàries. L'adquisició formà part d'una operació de Joan B. Cendrós a petició de Jordi Pujol per dotar de múscul editorial la Fundació Enciclopèdia Catalana, creada el 1980. A canvi, Proa va començar a publicar el Premi Sant Jordi de Novel·la, amb la promesa que faria anuncis a televisió de la novel·la guanyadora. El 1988 Bru de Sala, director de proa fins al moment, va saltar a la Generalitat per dirigir el departament de promoció cultural del Departament de Cultura. El va substituir Oriol Izquierdo, qui ocuparia el càrrec fins al 1998, quan fou substituït per Isidor Cònsul.
El gener de l'any 2007, Edicions Proa i el seu equip humà encetaven una nova etapa en entrar a formar part del nou Grup 62, propietat, a parts iguals, dels grups Planeta i Enciclopèdia Catalana, i l'entitat financera La Caixa.
El 2019 van crear el Premi Proa de Novel·la, que en la seva primera edició va guanyar Jordi Nopca.

## Col·leccions
- Biblioteca A tot vent
- Els llibres de l'Óssa Menor